# Sakib Pozderac
Sakib Pozderac (Cazin, ? – Sarajevo, 19. prosinca 1992.), general-potpukovnik Teritorijalne obrane Bosne i Hercegovine. Brat je Hamdiji i Hakiji Pozdercu.

## Životopis
Sakib Pozderac je rođen u Cazinu, u obitelji poznatih boraca-antifašista Pozderaca. Završio je najviše vojne škole i bio odlikovan najvišim vojnim i društvenim priznanjima. Nakon što su njegova braća, Hamdija i Hakija, izgubila politički utjecaj, Sakib Pozderac koji je bio general Teritorijalne obrane BiH (preteče Armije RBiH) od 1986. do 1988. godine biva uklonjen se s položaja.
Među prvim je 8. travnja 1992. s grupom umirovljenih generala potpisao izjavu kojom je osuđena agresija JNA i paravojnih formacija na Bosnu i Hercegovinu.
Preminuo je u Sarajevu, 19. prosinca 1992. godine.

## Vanjske povezice
- Umro general Sakib Pozderac iz - Hronologija rata u BiH 19.12.1992 arhiv